# Chantal (Haïti)
Chantal (Haïtiaans-Creools: Chantal) is een stad en gemeente in Haïti met 34.000 inwoners. De plaats ligt op het schiereiland Tiburon, 16 km ten westen van de stad Les Cayes. De gemeente maakt deel uit van het arrondissement Les Cayes in het departement Sud.
Er wordt koffie, limoenen, bananen en suikerriet verbouwd.

## Indeling
De gemeente bestaat uit de volgende sections communales:
| Nr. | Naam            | Km²    | Inw.2015 |
| --- | --------------- | ------ | -------- |
| 1   | Fonds Palmiste  | 23,03  | 6.654    |
| 2   | Melonière       | 36,79  | 16.164   |
| 3   | Carrefour Canon | 100,54 | 11.303   |